# José Adrián Bonilla
Pour les articles homonymes, voir Bonilla.
José Adrián Bonilla Bonilla, né le 28 avril 1978 à Paraíso (es) (dans la province de Cartago), est un coureur cycliste costaricien.

## Biographie
Professionnel en Espagne pendant quatre ans, José Adrián Bonilla est le leader, en même temps que le directeur technique et porte-étendard, de son équipe Coopenae Economy Rent a Car, appelé Citi Economy, jusqu'en 2011. Au mois de janvier 2010, le propriétaire de l'équipe avait remercié son directeur sportif colombien Gustavo Wilches et confié à Bonilla la direction de sa formation, sur son insistance, confie-t-il. 
À la fin de l'année 2011, José Adrián Bonilla s'illustre dans les deux épreuves les plus importantes du calendrier cycliste costaricien. En novembre, lors de la XXIXe Vuelta Internacional Higuito, il remporte deux étapes. Il s'échappe avec le futur vainqueur Argiro Ospina dans les cinquième et septième étapes. Ce dernier, satisfait de consolider son fauteuil de leader, ne lui conteste pas les victoires. Le dernier jour, il reprend près de trois minutes à Ospina et se classe finalement cinquième de l'épreuve. 
Un mois plus tard, il s'impose pour la seconde fois, dans son Tour national, neuf ans après sa première victoire. Lors du Tour du Costa Rica, épreuve de l'UCI America Tour 2012, il remporte deux étapes et le classement général final. Le dernier jour dans l'étape reine de l'épreuve, très montagneuse, il s'échappe avec Freddy Montaña et Óscar Soliz. Il distance, ainsi, son rival local Juan Carlos Rojas et réussit à contrôler l'attaque de Montaña.

## Palmarès
- 1999
  - 7e étape de la Vuelta a Chiriquí
  - 11e étape du Tour du Costa Rica
  - 2e du Tour du Costa Rica
- 2001
  -  Médaillé d'or du contre-la-montre aux Jeux d'Amérique centrale
  -  Champion du Costa Rica du contre-la-montre
  - Prologue du Tour du Guatemala
  - 8e étape du Tour du Costa Rica (contre-la-montre)
- 2002
  - Vuelta a Chiriquí :
    - Classement général
    - Prologue

  - 10e étape du Tour du Costa Rica
- 2003
  - Tour de Zamora :
    - Classement général
    - 2e étape

  - Classement général du Tour de Galice
  - Prologue de la Vuelta a Chiriquí
  - Tour du Costa Rica :
    - Classement général
    - 3ea (contre-la-montre par équipes) et 8e (contre-la-montre) étapes
- 2004
  -  Champion du Costa Rica sur route
  - 1re étape du Gran Premio Estremadura-RTP
  - 3e du Gran Premio Estremadura-RTP
- 2008
  - Vuelta a Chiriquí :
    - Classement général
    - 6e, 8e (contre-la-montre) et 9e étapes

  - 10e (contre-la-montre) et 12e étapes du Tour du Costa Rica
  - 2e du championnat du Costa Rica du contre-la-montre
  - 2e du Tour du Costa Rica
- 2009
  -  Champion du Costa Rica du contre-la-montre
  - Prologue de la Vuelta a Chiriquí
  - 6e et 11e (contre-la-montre) étapes du Tour du Costa Rica
- 2010
  -  Champion du Costa Rica du contre-la-montre
  -  Médaillé d'or du contre-la-montre aux Jeux d'Amérique centrale
  -  Médaillé d'argent sur route aux Jeux d'Amérique centrale 
  - 6e du championnat panaméricain du contre-la-montre
- 2011
  -  Champion du Costa Rica du contre-la-montre
  - Tour du Costa Rica :
    - Classement général
    - 7e et 10e étapes
- 2013
  - 4e étape de la Vuelta a Chiriquí (contre-la-montre par équipes)
  - 3e du championnat du Costa Rica du contre-la-montre

## Classements mondiaux
| Année            | 2007 | 2008 | 2009 | 2010 | 2011 | 2012 | 2013 |
| ---------------- | ---- | ---- | ---- | ---- | ---- | ---- | ---- |
| UCI America Tour |      | 154e | 40e  | 44e  | 322e | 35e  | 208e |
| UCI Europe Tour  | 677e |      |      |      |      |      |      |